# 모트 (가수)
모트(1996년 3월 28일 ~ )는 대한민국의 가수이다. 2017년 싱글 앨범 [Tickin']으로 데뷔했다.

## 방송
- 그레이트 서울 인베이전 (2022) - Top45